# Rosa Amorós Bernadó
Rosa Amorós Bernadó (Barcelona, 1945) es una escultora, ceramista y pintora española.

## Biografía
Realizó sus estudios en la Facultad de Bellas Artes de la Universidad de Barcelona y en la Escuela Massana, donde también ejerció como profesora entre el 1971 y el 2005. Su actividad artística se inició con la participación en el Premio Joan Miró de los años 1967 y 1968. A partir de 1976, René Metras se interesó por su obra y así empezó un periodo de quince años de exposiciones continuadas en su galería de Barcelona. El 1987 participó en Arte Triángulo, un taller de trabajo dirigido por Anthony Caro en la Casa de la Caridad, se puede ver una evolución de su obra, tanto a nivel conceptual como formal. Esta evolución quedó consolidada el 1991 con las obras realizadas para la International Ceramics Studio de Kecskemét (Hungría) y en 1992 en su participación en la inauguración de la European Ceramic Work Centro de 's-Hertogenbosch (Países Bajos). Sus obras han sido expuestas, entre otros lugares, en Arts Santa Mònica de Barcelona, Fundación ”la Caixa” (Madrid, Barcelona y Palma), Lo Pati (Amposta), Museo Nacional del Azulejo (Lisboa), Museo de Arte Contemporáneo Nakatomi (Japón) y National Museum of History (Taipéi, Taiwán). Forma parte de numerosas colecciones públicas y privadas como por ejemplo las del Museo de Arte Contemporáneo de Barcelona (MACBA), Museo de Cerámica de Barcelona, Fundación Banco Sabadell, Fundación Vila Casas, Museo de Cerámica (Avilés), Fundación Welle (Paderborn, Alemania) y la Fundación Antonio Pérez (Cuenca). Estuvo becada por la Dotación de Arte Castellblanch y por la Dirección General de Bellas Artes de Madrid.

## Obra
El núcleo principal en que se basa la mayor parte de su obra, gira en torno a preguntas esenciales que han inquietado a los humanos desde el inicio de los mitos de la creación, la religión, o el ser y la relación con la alteridad. Fruto de relatos mitológicos, la observación del entorno y la condición humana.
Cuenta con obras desde los inicios de los setenta donde se incluye escultura, pintura y obras sobre papel. Dentro del terreno de la escultura la arcilla ha sido el material  con el cual ha trabajado más frecuentemente, lo que le ha permitido destacar la materia austera, tosca y desprovista de ornamentos. En cuanto a la obra en dos dimensiones, destaca la obra sobre papel hecha con tinta y témpera, pero también presenta una selección de telas. A principios de los años ochenta, Amorós exponía regularmente en la Galería René Metrás, y fue a través de esta galería que Josep Suñol compraba regularmente algunas obras de la artista para incorporarlas a su colección. En 2015 presenta la exposición “Despojos y dèries” (Fundación Suñol, Barcelona) el título de la cual ya anuncia el carácter introspectivo y sin tabúes que encontraremos en las diferentes salas, y nos avanza del que la artista nos regalará con esta muestra. Exposición que nos muestra una síntesis del carácter de su obra. Los despojos y las obsesiones de su alma. Amorós habla de los grandes interrogantes de la humanidad, pero al mismo tiempo nos encontramos ante una obra muy personal que muestra algunas de sus facetas más íntimas.